# Leptopterocheilus linguarius
Leptopterocheilus linguarius är en stekelart som först beskrevs av Saunders.  Leptopterocheilus linguarius ingår i släktet Leptopterocheilus och familjen Eumenidae. Inga underarter finns listade i Catalogue of Life.